# Золотая капитель
Золотая капитель — российский ежегодный фестиваль-конкурс архитектуры и дизайна, основанный в 1996 году. Проводится в Новосибирске.

## История
Смотр-конкурс был учреждён межрегиональной ассоциацией «Сибирское соглашение» для популяризации и развития архитектуры сибирских регионов. С 1996 по 2000 год соучредителями конкурса были: СО Российской академии архитектуры и строительных наук, Новосибирский союз архитекторов, Новосибирская государственная архитектурно-художественная академия, Ассоциация строителей и инвесторов Новосибирска и Новосибирской области, Главное управление градостроительства и архитектуры Бийска, СибЗНИИЭП, Комитет архитектуры и градостроительства Новосибирска, НРОО Союза дизайнеров России, компания «Атта», Комитет строительства и архитектуры Новосибирской области.

## Общие сведения
Конкурс проводится ежегодно в Новосибирске, в нём принимают участие архитекторы из Новосибирска, Москвы, Петербурга, Томска, Омска, Екатеринбурга и др. Задачи мероприятия — установление связей между региональными проектировщиками, поощрение архитекторов за лучшие работы и т. д.

## Жюри
- Жюри дипломантов и лауреатов конкурсного рейтинга «Золотая капитель» предыдущих лет
- Жюри профессиональной прессы
- Жюри девелоперов
- Жюри VOX POPULI

## Номинации
| - HumanSPACE - Urban planning - Академия - Арт-объект - Арт-объект в городской среде - Арт-культ - Арт-техно - Градостроительные комплексы - Градостроительство - Дизайн архитектурной среды - Дизайн городской среды - Дипломный проект - Жилые малоэтажные дома - Жилые многоэтажные здания - Здания общественного назначения - Здания специального и многофункционального назначения - Здания специального назначения - Идея для музея | - Инновационное экспериментальное проектирование малоэтажных жилых домов - Интерьеры жилые - Интерьеры общественные - Культовые здания - Курсовой проект - Ландшафтный дизайн - Многофункциональные здания и комплексы - Научная деятельность - Общественно-профессиональная деятельность - Открытые общественные пространства - Педагогическая деятельность - Портфолио - Постройка - Проект - Промышленные здания и сооружения - Публицистическая деятельность - Реставрация и реконструкция зданий и сооружений - Спортивные здания и сооружения |